# Capitola (Kalifornia)
Capitola – miasto w Stanach Zjednoczonych, w stanie Kalifornia, w hrabstwie Santa Cruz, nad zatoką Monterey Bay (Ocean Spokojny).